# Зурны трынги
Зурны́ трынги́ (арм. Զուռնի տրնգի — «скачки под зурну») — армянский народный танец, танцуемый одним мужчиной и построенный на сильных прыжках, вращениях, присядках.
Требует от исполнителя очень высокой координации движений рук, ног и корпуса. Профессор Т. С. Ткаченко называет его вершиной индивидуального мужского танца и считает, что его невозможно танцевать без тщательной тренировки. Сложность исполнения танца также отмечается другими специалистами.

## Исполнение
Танец построен на технически трудных движениях армянской хореографии, требующих исключительной силы, ловкости, мастерства исполнителя. Танцор должен владеть в совершенстве такими элементами пляски, как бег в сочетании с винтообразным прыжком, вращение на полупальцах двух ног и на одной ноге, различные виды «силла» и «чатма».
Характеризуется Т. С. Ткаченко как жизнерадостный танец юноши. Обычно исполняется с шёлковым платком в правой руке, которым юноша то взмахивает, то набрасывает его себе на плечо.
Композиция танца может варьироваться в зависимости от исполнителя или, при сценической постановке, от балетмейстера. Как правило, начинается «двелями» по кругу против часовой стрелки, на смену которым приходят «манруки». В середине танца следует «сюзьма», в которой особенное значение приобретает игра рук и лица, а затем в разном сочетании опять исполняются «двели» и «манруки». Музыкальный размер: 6/8.

## Комментарии
1. ↑  Силла (арм. սիլլա — «пощёчина») — в армянском танце подскоки с проскальзыванием на опорной ноге вперёд и одновременным коротким и резким ударом подушечкой стопы работающей ноги об пол.
2. ↑  Чатма — вид мужских танцевальных движений армянского танца, представляющий собой присядки.
3. ↑  Двели — ход армянского танца с непрерывным и интенсивным продвижением по кругу или по прямой с характерными подскоками и прыжками.
4. ↑  Манруками (от арм. «манер» — мелкий) в армянской хореографии называются движения, построенные на мелких шагах, переступаниях, проскальзываниях на одной ноге.
5. ↑  Сюзьма — танец на месте, без продвижения по сценической площадке, но иногда с переступаниями или с поворотами на месте. Выполняется главным образом игрой корпуса, рук, лица. Является неотъемлемой частью армянского танца и может исполнятся после стремительных «двелей» или живого «манрука».